# Egy nap (regény)
Az Egy nap David Nicholls 2009-ben megjelent regénye. A mű a két főszereplő életének egy napját, július 15-ét Szent Swithin napját mutatja be húsz éven át, fejezetről fejezetre más-más évben. A könyv általában véve pozitív kritikákat kapott, és 2010-ben ez lett a Galaxy Book szerint az év könyve. Nicholls a könyv alapján megírta az Egy nap című film forgatókönyvét is, amit az Egyesült Királyságban 2011 augusztusában, Magyarországon pedig 2011 októberében mutattak be.

## Cselekmény
|  | Alább a cselekmény részletei következnek! |

Dexter és Emma, miután 1988-ban elvégezték az Edinburgh-i Egyetemet, együtt töltik az államvizsga utáni éjszakát. Bár nem szeretnek egymásba, de barátok maradnak. Az élet az elkövetkező években eltérő pályákat jelöli ki nekik, ennek ellenére mégis folyamatosan kapcsolatban maradtak. A regény az elkövetkező 20 évre mindig a július 15-i eseményeket vetíti előre.
Emma Kentish Townban egy borzalmas Tex-Mex étterem egyik pincére lesz, míg Dexterből sikeres televíziós műsorvezető válik. Szépen fokozatosan Emma is megvalósítja álmait. Először tanár, majd sikeres szerző lesz. Dexterrel épp ennek ellenkezője történik. Az országos csatornától egy kábeltársasághoz kerül, majd itt is csak egy késő éjszakai videós műsorral bízzák meg.
Minden szereplőnek új kapcsolata lett. Így Emma egy humortalan stand-up színésszel, Iannel, Dexter pedig műsorvezető társával ismerkedik meg mélyebben. 2001-re Emma otthagyta Iant, Dexter elvált a volt feleségétől, Sylvie-től, aki egy lányt szült neki, Jasmine-t. A házasságnak azért lett vége, mert Sylvie félrelépett Callummal, Dexter volt egyetemista csoporttársával. A válás után Dexter Párizsba ment, ahol meglátogatta Emmát. Emma itt írta második könyvét.
Párizsban szembesülnek valójában kapcsolatuk jellemzőivel. Itt jönnek rá, az a legjobb, ha egymást választják.
|  | Itt a vége a cselekmény részletezésének! |

## Főbb témák
A The Times-ban John O'Connell ezt írta: "A komikus köntös ellenére az Egy nap valójában a magányról és a sors alapvető vadságáról szól. Arról. milyen tragikus különbségek vannak a fiatalkori álmok és a kényszerűen megkötött kompromisszumok között, amiket viszont mindenképp el kell fogadnunk. Nicholls saját bevallása szerint a könyv megírását Thomas Hardy ihlette." A thelondonpaper lapban megjelent egyik kritika megállapításai szerint az Egy nap "lehet szerelmes történet, de semmiképp sem tündérmese. Nicholls nem mutat kiutat az élet sötét oldaláról, mindezt illúziók nélkül, megmutatva, mennyire kegyetlen is tud lenni a valóság.". Jonathan Coe szerint "Ritkán lehet olyan regényt találni, mely ekkora pontossággal, részletességgel öleli fel az elmúlt két évtizedet, és még ritkább az, mikor ilyen pontosan megrajzolják két szereplő jellemvonásainak a változásait."

## Fogadtatás
A regény számos pozitív kritikát kapott. A The Guardianben Harry Ritchie azt írta, ez egy "nagyon meggyőző ábrázolása egy nagyon közeli barátságnak. annak a világosságnak, amit Emma és Dexter megtalál egymásban. A flörtölésben és az incselkedésekben néha harag és sóvárgás búvik meg. Ez a kapcsolatnak az idők folyamán történő változásának a hatása." Ritchie hozzáteszi: "Mivel Nicholls mindent beleadott ebben a regénybe, amit csak lehetett – minden lírikus humorát, mindezt azért, hogy egy egyszerre röhögtetően humoros, és maradandó is legyen. Ehhez meghökkentő, kiszámíthatatlan cselekményt alkotott, és nem szorosan a bevált klisékre alapozott." A történet nagyban emlékeztet a Jövőre veled ugyanitt cselekményére.
Elizabeth Day a The Observernél szintén dicsérte a filmet, de a struktúráját, annak változását kritizálta. Szerinte "az élet legfrontosabb dolgai közül többet meg sem említ." Ennek ellenére arra a végkövetkeztetésre jut, hogy "kétség sem férhet hozzá, hogy az Egy nap igen csábító olvasmány. Annak ellenére, hogy valóban örömmel olvastam, az volt az érzésem, hogy Nicholls szerintem sokkal jobb író, mint amit ebben a műfajban be tud mutatni."
Nick Hornby író szintén nagyra értékelte a könyvet. Blogjában így írt róla: "Ez egy hatalmas, magába ölelő, aranyos, elképesztően olvasmányos, hullámzó szerelmi történetet elmesélő varázslatos könyv." Az ő dicsérő szövegét lehet olvasni több, így például az Amerikában megjelent papírkötéses kiadványok fülszövegeként is.

## Magyarul
- Egy nap; ford. Földváry Kinga; Cartaphilus, Bp., 2010

## Megfilmesítése
A könyv megjelenésekor Nicholls rögtön bejelentette, hogy könyvének elkészítette a megfilmesíthető forgatókönyvét is. Az első nehézségekkel a szereplő válogatáson szembesült. Olyan embereket kellett kiválogatni, akik "egyszerre diákok és középkorúak. Azt hiszem, sikerült megtalálnunk a megfelelő megoldást."
A filmet Lone Scherfig rendezte, és a Random House Films, valamint a Focus Features gyártottaa le. Első vetítésére 2011. augusztusban került sor. Emmát Anne Hathaway, Dextert pedig Jim Sturgess alakította. Magyarországon 2011. októberétől lehet látni a mozikban a feliratos változatát. A felvételeket Angliába, Skóciánban és Franciaországban készítették.

## Külső hivatkozások
- Hollingshead, Iain and Bryony Gordon (6 Aug 2011). "One Day: the best novel ever – or a tedious schmaltz-fest?". The Telegraph. Hozzáférés ideje: 2011-08-17.
- Schillinger, Liesl (18 June 2010). The Love Not Taken. The NY Times. Hozzáférés ideje: 2011-08-17.